# Efezský koncil
Efezský koncil zasedal mezi 22. červnem 431 a 10. červencem 431 v maloasijském Efezu. Koncil byl svolán císařem Theodosiem II., vnukem Theodosia I. Koncilu se účastnilo 200 až 250 biskupů; zasedání však probíhalo poměrně rychle, aby se k závěrům dospělo před příjezdem západních biskupů. Jednání se vyznačovalo vystupňovanou atmosférou, ostrými střety a obviněními. Koncil je uznáván jako třetí ekumenický koncil. Hlavní otázkou, kterou se zabýval, bylo nestoriánství.
Koncil v Efezu se zabýval mariologickým, respektive christologickým „sporem o Theotokos“. Zatímco alexandrijská katechetická škola v čele s Cyrilem Alexandrijským prosazovala nazývat Pannu Marii titulem Bohorodička (Theotokos), antiochijská katechetická škola byla proti. Nestorios navrhoval titul Christotokos, tedy Kristorodička. Teologickým bodem sváru bylo tzv. communicatio idiomatum, v němž jde o připisování lidských a božských atributů jedinému subjektu vtěleného Syna.

## Závěry koncilu
Podle závěrů koncilu přecenil Nestorios místo lidské přirozenosti Ježíše Krista na úkor přirozenosti božské. Proto bylo učení patriarchy Nestoria odsouzeno jako mylné. Nestorius učil, že Panna Maria porodila člověka Ježíše Krista, avšak nikoli Ježíše coby Logos, Božího syna. Logos v Kristu pouze přebýval jako v chrámě; Ježíš tak byl pouze θεοφόρος theoforos, nositel Boha. Proto i jeho matka Marie byla Nestoriem nazývána χριστοτόκος christotokos nositelka Krista. Efezský koncil proti tomuto tvrzení vyhlásil jako učení církve, že Maria je θεοτόκος theotokos, nositelka Boha, též Bohorodička; toto pojmenování bylo přeloženo do latiny jako dei genetrix.
Koncil prohlásil, že Ježíš byl jedinou osobou, nikoli dvěma oddělenými osobami – zcela Bohem i zcela člověkem s racionální duší a tělem. Maria je theotokos, protože porodila tohoto Ježíše, Boha a zároveň člověka. Spojení dvou přirozeností v Kristu bylo takové povahy, že jedna přirozenost nerušila přirozenost druhou.
Koncil též vyhlásil text Nicejsko-konstantinopolského vyznání, které složili Otcové Prvního nikajského koncilu roku 325 a Prvního konstantinopolského koncilu roku 381, k němuž zakázal dodávat jakékoli přídavky. Krom toho odsoudil koncil též pelagianismus.